# Британская Гвиана на летних Олимпийских играх 1956
Британская Гвиана принимала участие в летних Олимпийских играх 1956 года в Мельбурне (Австралия) в четвёртый раз за свою историю, но не завоевала ни одной медали. Сборную страны представляли 3 мужчин и 1 женщина.

## Результаты соревнований

### Лёгкая атлетика
Мужчины
| Дисциплина        | Спортсмен     | Предварительный раунд | Предварительный раунд | Предварительный раунд | Четвертьфиналы       | Четвертьфиналы       | Четвертьфиналы       | Полуфиналы           | Полуфиналы           | Полуфиналы           | Финал                | Финал                |
| Дисциплина        | Спортсмен     | Забег                 | Время                 | Место                 | Забег                | Время                | Место                | Забег                | Время                | Место                | Время                | Место                |
| ----------------- | ------------- | --------------------- | --------------------- | --------------------- | -------------------- | -------------------- | -------------------- | -------------------- | -------------------- | -------------------- | -------------------- | -------------------- |
| бег на 100 метров | Оливер Хантер | 10                    | 11,22                 | 5                     | Завершил выступление | Завершил выступление | Завершил выступление | Завершил выступление | Завершил выступление | Завершил выступление | Завершил выступление | Завершил выступление |
| бег на 200 метров | Оливер Хантер | 7                     | 22,54                 | 4                     | Завершил выступление | Завершил выступление | Завершил выступление | Завершил выступление | Завершил выступление | Завершил выступление | Завершил выступление | Завершил выступление |

Женщины
| Дисциплина        | Спортсменка       | Предварительный раунд | Предварительный раунд | Предварительный раунд | Полуфиналы           | Полуфиналы           | Полуфиналы           | Финал                | Финал                |
| Дисциплина        | Спортсменка       | Забег                 | Время                 | Место                 | Забег                | Время                | Место                | Время                | Место                |
| ----------------- | ----------------- | --------------------- | --------------------- | --------------------- | -------------------- | -------------------- | -------------------- | -------------------- | -------------------- |
| бег на 100 метров | Клодетт Масдаммер | 6                     | 12,7                  | 5                     | Завершил выступление | Завершил выступление | Завершил выступление | Завершил выступление | Завершил выступление |
| бег на 200 метров | Клодетт Масдаммер | 4                     | 25,4                  | 4                     | Завершил выступление | Завершил выступление | Завершил выступление | Завершил выступление | Завершил выступление |

### Тяжёлая атлетика
| Спортсмен         | Категория | Масса, кг | Жим | Жим | Жим  | Рывок | Рывок | Рывок | Толчок | Толчок | Толчок | Всего | Место |
| Спортсмен         | Категория | Масса, кг | 1   | 2   | 3    | 1     | 2     | 3     | 1      | 2      | 3      | Всего | Место |
| ----------------- | --------- | --------- | --- | --- | ---- | ----- | ----- | ----- | ------ | ------ | ------ | ----- | ----- |
| Генри Майкл Суэйн | До 56 кг  | 55,5      | 75  | 80  | 82,5 | 82,5  | 87,5  | 87,5  | 110    | 115    | 115    | 272,5 | 13    |
| Уинстон Макартур  | До 75 кг  | 75        | 95  | 100 | 105  | 102,5 | 107,5 | 112,5 | 130    | 140    | 142,5  | 352,5 | 11    |